# معادلة هلمهولتز
معادلة هلمهولتز معادلة تفاضلية جزئية من الدرجة الثانية وسميت بهذا الاسم تيمنا بالعالم الألماني هرمان فون هلمهولتز. ولها تطبيقات فيزيائية عديدة وهي معادلة مألوفة عند البحث عن حلول المعادلات الموجية في الكهرومغناطيسية وكذلك في جهد يوكاوا. وعند تطبيق الشروط الحدية تنتج معادلة هلمهولتز دائما حلا وحيدا، وجدت المعادلة عن طريق فصل المتغيرات ويستعمل في حلها وسيلة طريقة العنصر الحدي (بالإنجليزية:  BEM)‏. والمعادلة على هذا النحو.
{\displaystyle (\nabla ^{2}+k^{2})\psi =0}
حيث {\displaystyle \scriptstyle \nabla ^{2}} هو مؤثر لابلاس (لابلاسيان) و{\displaystyle \scriptstyle k} رقم الموجة و{\displaystyle \scriptstyle \psi } هي المعادلة الموجية. وتعد معادلة لابلاس حالة خاصة من معادلة هلمهولتز. حيث أن معادلة لابلاس هي ذاتها معادلة هلمهولتز عندما تكون {\displaystyle k^{2}=0}

## استخداماتها
نظرا لعلاقة معادلة هلمهولتز بالمعادلة الموجية فهي تستخدم في حل المسائل الفيزيائية المتعلقة بدراسة الموجات الكهرومغناطيسية ، و علم الزلازل وكذلك دراسة الموجات الصوتية.

## إحالات
1. ↑  BEM with the Real-Valued Fundamental Solutions for the Helmholtz Equationنسخة محفوظة 18 يونيو 2013 على موقع واي باك مشين.